# Province d'Avellino
Pour les articles homonymes, voir Avellino (homonymie).
La province d'Avellino est une province italienne de la région de Campanie.
La capitale provinciale est Avellino. La province, d'une superficie de 2 806,07 km2, compte 427 936 habitants.
Un grand nombre de ses communes font partie de la région historique de l'Irpinia. Le territoire de la province coïncide en grande partie avec celui de l'ancienne province du Principato Ultra, de laquelle elle a hérité le blason.

## Géographie

### Géographie administrative
La province d'Avellino se trouve dans la partie est de la région de Campanie, en Italie du Sud.
Elle confine au nord-ouest avec celle de Bénévent, au nord-est avec les Pouilles (province de Foggia), au sud-est avec la Basilicate (province de Potenza), au sud avec la province de Salerne, à l'ouest avec la Ville métropolitaine de Naples. Elle sert donc de zone tampon entre la région napolitaine, les Pouilles et la Basilicate.

### Géographie physique

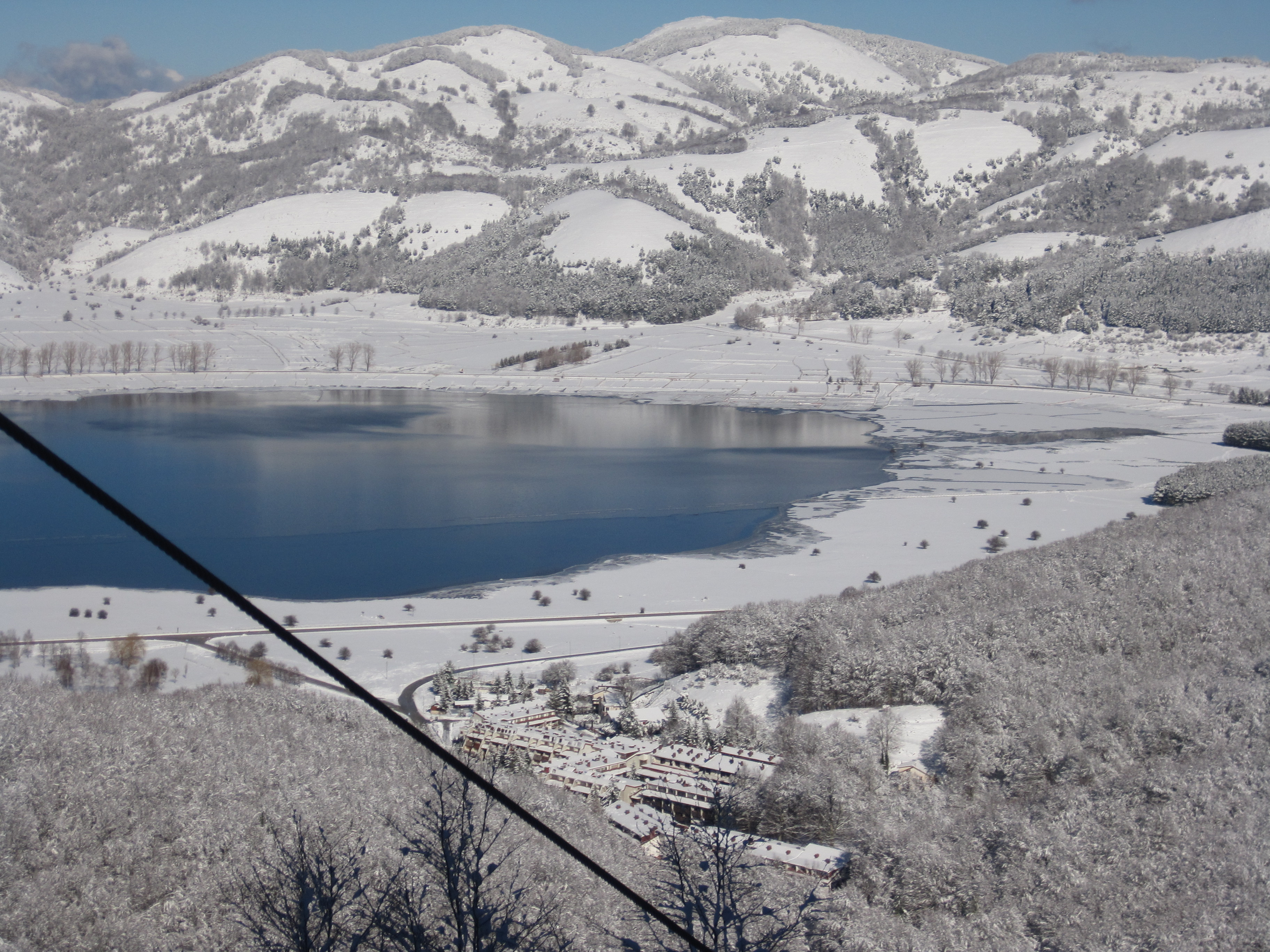
Plateau du Laceno.

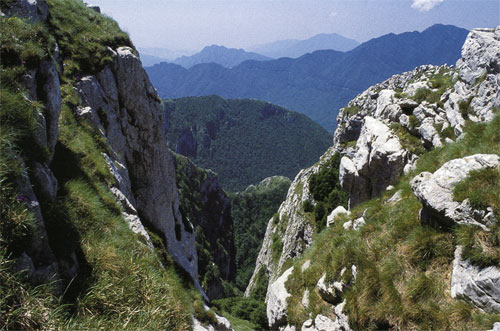
Vue sur les monts Picentini (ou Terminio).

La province d'Avellino n'a aucun débouché sur la mer, mais elle possède divers lacs et est irriguée par de nombreux cours d'eau, dont la rivière Calore Irpino (ou tout simplement Calore), qui prend sa source sur le mont Accelica et se jette dans le Volturno, le Sélé, qui ne parcourt toutefois que 12 km dans la province, le Sabato, l'Aufide, deuxième rivière par sa longueur du Mezzogiorno, le Calaggio et enfin le Cervaro.
Le territoire de la province d'Avellino, très montagneux, est occupé au deux tiers par des montagnes et le reste par des collines, avec une absence presque totale de plaines. Il est traversé par les montagnes de l'Apennin du Sud, aussi appelée Apennin méridional, et plus précisément de l'Apennin campanien qui s'étend de la province de Campobasso à la province de Salerne. Les deux chaînes de montagnes principales de la province sont celle du Terminio (aussi appelée Monts Picentini) et celle du Partenio.
Ses principaux sommets sont :
- le Cervialto, qui mesure 1 809 m et se trouve dans la chaîne du Terminio[3] ;
- le Terminio, dans la chaîne homonyme et mesurant 1 806 m[4] ;
- le Polveracchio, qui mesure 1 790 m et se trouve dans le parc régional des Monts Picentini[4] ;
- le Montevergine, de 1 270 m dans la chaîne du Partenio[3].

On trouve également des plateaux, comme le plateau de Laceno (1 053 m) ou le plateau de Campolaspierto (1 290 m), et des vallées, telle la Vallée de la Caccia et celle de Matrunolo.
Le mont Raiamagra possède une station de ski à Laceno, frazione de la commune de Bagnoli Irpino où se trouve le Lago Laceno. Ce lac, d'origine karstique, a perdu beaucoup de retenue à la suite des failles provoquées sur son fond par le séisme de 1980 en Irpinia.

## Administration
| Période                                  | Période          | Identité            | Étiquette                                    | Qualité                    |
| ---------------------------------------- | ---------------- | ------------------- | -------------------------------------------- | -------------------------- |
| 20 juin 1993                             | 11 mai 1997      | Luigi Anzalone      | PDS - PPI - Patto dei Democratici (it) - PRC | Président                  |
| 28 juin 1999                             | 13 juin 2004     | Francesco Maselli   | PPI - PDCI - RI                              | Président                  |
| 14 juin 2004                             | 7 juin 2009      | Alberta De Simone   | Democratici di Sinistra puis Parti démocrate | Président                  |
| 8 juin 2009                              | 29 décembre 2012 | Cosimo Sibilia      | Il Popolo della Libertà                      | Président                  |
| 29 décembre 2012                         | 11 octobre 2014  | Raffaele Coppola    |                                              | Commissaire extraordinaire |
| 11 octobre 2014                          | En cours         | Domenico Gambacorta | Forza Italia                                 | Président                  |
| Les données manquantes sont à compléter. |                  |                     |                                              |                            |

### Liste des 118 communes
- Aiello del Sabato
- Altavilla Irpina
- Andretta
- Aquilonia
- Ariano Irpino
- Atripalda
- Avella
- Avellino
- Bagnoli Irpino
- Baiano
- Bisaccia
- Bonito
- Cairano
- Calabritto
- Calitri
- Candida
- Caposele
- Capriglia Irpina
- Carife
- Casalbore
- Cassano Irpino
- Castel Baronia
- Castelfranci
- Castelvetere sul Calore
- Cervinara
- Cesinali
- Chianche
- Chiusano di San Domenico
- Contrada
- Conza della Campania
- Domicella
- Flumeri
- Fontanarosa
- Forino
- Frigento
- Gesualdo
- Greci
- Grottaminarda
- Grottolella
- Guardia Lombardi
- Lacedonia
- Lapio
- Lauro
- Lioni
- Luogosano
- Manocalzati
- Marzano di Nola
- Melito Irpino
- Mercogliano
- Mirabella Eclano
- Montaguto
- Montecalvo Irpino
- Montefalcione
- Monteforte Irpino
- Montefredane
- Montefusco
- Montella
- Montemarano
- Montemiletto
- Monteverde
- Montoro
- Morra De Sanctis
- Moschiano
- Mugnano del Cardinale
- Nusco
- Ospedaletto d'Alpinolo
- Pago del Vallo di Lauro
- Parolise
- Paternopoli
- Petruro Irpino
- Pietradefusi
- Pietrastornina
- Prata di Principato Ultra
- Pratola Serra
- Quadrelle
- Quindici
- Rocca San Felice
- Roccabascerana
- Rotondi
- Salza Irpina
- San Mango sul Calore
- San Martino Valle Caudina
- San Michele di Serino
- San Nicola Baronia
- San Potito Ultra
- San Sossio Baronia
- Sant'Andrea di Conza
- Sant'Angelo a Scala
- Sant'Angelo all'Esca
- Sant'Angelo dei Lombardi
- Santa Lucia di Serino
- Santa Paolina
- Santo Stefano del Sole
- Savignano Irpino
- Scampitella
- Senerchia
- Serino
- Sirignano
- Solofra
- Sorbo Serpico
- Sperone
- Sturno
- Summonte
- Taurano
- Taurasi
- Teora
- Torella dei Lombardi
- Torre Le Nocelle
- Torrioni
- Trevico
- Tufo
- Vallata
- Vallesaccarda
- Venticano
- Villamaina
- Villanova del Battista
- Volturara Irpina
- Zungoli

## Histoire
L'ancien nom de la région est « Hirpinia » (italien moderne : Irpinia), provenant du terme osque hirpus qui veut dire « loup », un animal qui est encore présent dans le territoire.
Dans le royaume de Naples médiéval, plus tard royaume des Deux-Siciles, l'aire provinciale correspondait approximativement à la Principauté ultérieure, bien que certains endroits aient été incorporés à la Capitanata ou à la  Principauté citérieure. La province moderne a été créée en 1860, après l'unification de l'Italie.
En 1927, les communes de Accadia et de Orsara Dauno-Irpina sont retrocédées à la province de Foggia, puis en 1929, Anzano degli Irpini et Monteleone di Puglia, et en 1940, Rocchetta Sant'Antonio.
En 1978, la commune de Sant'Arcangelo Trimonte a été rattachée à la province de Bénévent.
La province d'Avellino a subi un fort tremblement de terre le 23 novembre 1980.

## Nature
La province comporte sur son territoire deux réserves naturelles protégées par un règlement et divers moyens physiques et procédures de surveillance.

### Parc régional des monts Picentini

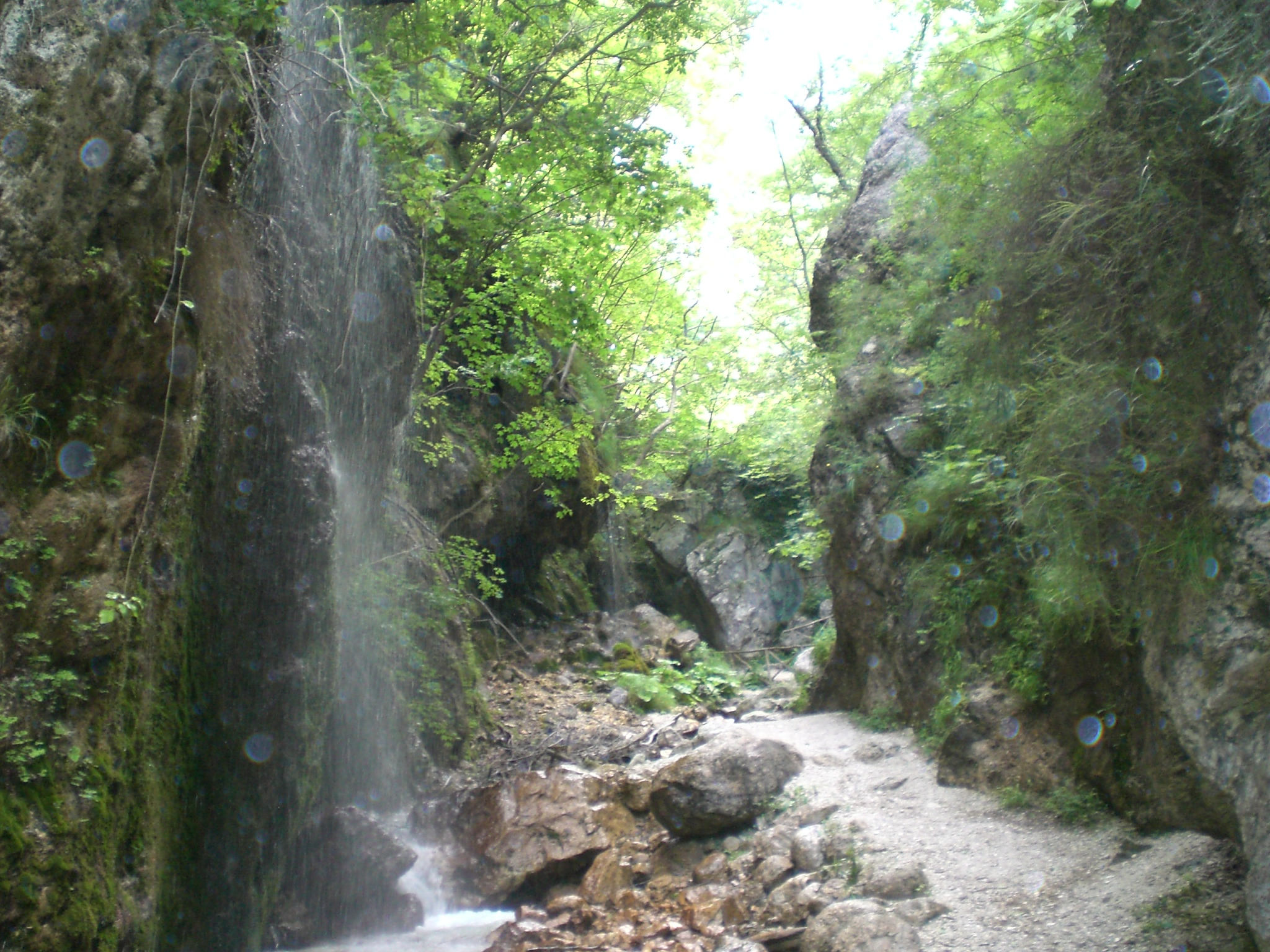
Le parc des monts Picentini.

Le parc régional Monti Picentini s'étend sur une surface de 63 000 hectares à travers les provinces d'Avellino et de Salerne et est irrigué par les rivières Calore Irpino, Sélé et Sabato. Plus particulièrement, le nord de la chaîne montagneuse des Monts Picentini (ou Terminio) est délimité par le fleuve Aufide et par la limite créée par les communes de Lioni, Nusco, Castelvetere sul Calore et Chiusano di San Domenico. Le parc finit à l'ouest avec la Vallée du Sabato jusqu'au village de Serino, avec le torrent Solofrana et la Vallée de l'Irno. Au sud, il se termine avec le fleuve Picentino qui a donné son nom aux montagnes et enfin à l'est avec la Vallée du Sélé.
Le parc régional s'étend sur 17 communes de la province d'Avellino (Bagnoli Irpino, Calabritto, Caposele, Castelvetere sul Calore, Chiusano di San Domenico, Lioni, Montella, Montemarano, Montoro, Nusco, Santa Lucia di Serino, Santo Stefano del Sole, Senerchia, Serino, Solofra, Sorbo Serpico, Volturara Irpina) et 13 communes de la province de Salerne (Acerno, Calvanico, Campagna, Castiglione del Genovesi, Eboli, Fisciano, Giffoni Sei Casali, Giffoni Valle Piana, Montecorvino Rovella, Olevano sul Tusciano, Oliveto Citra, San Cipriano Picentino, San Mango Piemonte).

### Parc régional du Partenio
Le parc régional du Partenio est une zone naturelle protégée instituée en 1993 qui occupe une superficie de 16 650 ha sur les monts du Partenio entre les provinces d' Avellino, Bénévent, Caserte et Naples.
Le parc fait partie du Site d'importance communautaire (SIC) « Dorsale dei Monti del Partenio  » qui comprend l'oasis WWF Montagna di Sopra di Pannarano.

## Démographie
Au 30 juin 2013, seulement trois communes approchent ou dépassent les 20 000 habitants :
- Avellino : 54 716 habitants ;
- Ariano Irpino : 22 395 habitants ;
- Montoro : 19 536 habitants.

### Présence étrangère
Au 31 décembre 2009, on compte 10 299 résidents étrangers provenant de 103 états :
- Roumanie : 2 650 résidents ;
- Ukraine : 2 069 résidents ;
- Maroc : 1 062 résidents ;
- Pologne : 717 résidents ;
- Albanie : 635 résidents ;
- Bulgarie : 558 résidents ;
- Chine : 557 résidents[11].

## Économie

### Artisanat
L'artisanat est très diffusé et transmet un savoir-faire ancestral.
Les matériaux principaux travaillés sont le marbre rose de Fontanarosa, le fer et le bronze, transformés dans toute la province, la céramique à Calitri et Ariano Irpino.
Il y a une activité de confection de tapisseries à Bisaccia.

### Produits typiques
- Les vins de l'Irpinia : Taurasi, Fiano di Avellino, Greco di Tufo, Aglianico, Coda di Volpe, tous labellisés DOC, DOCG et IGT ;
- Les fromages de l'Irpinia : Pecorino et Caciocavallo, fromages de Montella et Bagnoli ;
- Châtaignes de Montella et de Serino ;
- Noisettes d'Avella ;
- Miel, champignons et truffes noires de Bagnoli Irpino ;
- Charcuterie de Mirabella Eclano ;
- Touron de Dentecane, Ospedaletto d'Alpinolo, Grottaminarda.

## Culture

### Fêtes
- Carnaval de Montemarano
- Fête du char de paille le 3e samedi de septembre à Mirabella Eclano
- Volo dell'Angelo « Le vol de l'Ange » à Gesualdo

## Tourisme
L'Irpinia possède des atouts importants : paysages, bourgs, montagnes, lacs permettant une continuité touristique tout au long de l'année, mais qui semble encore sous-valorisée.

### Monuments nationaux

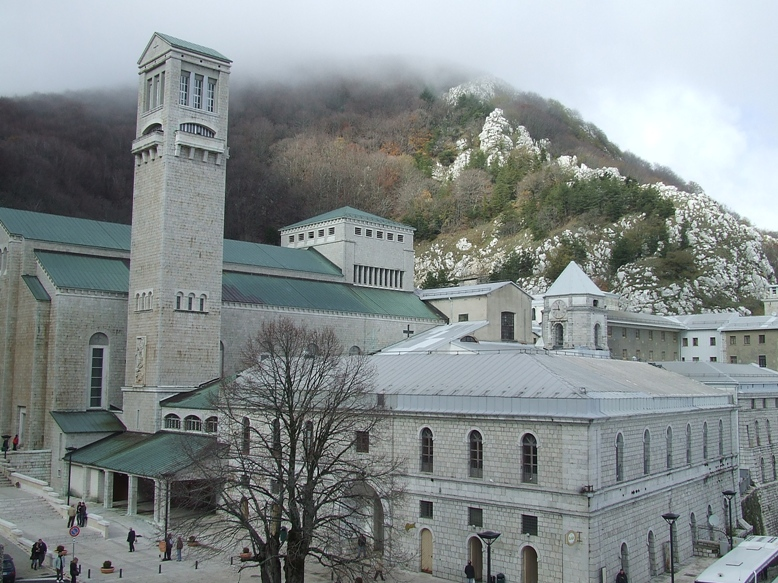
Sanctuaire de Montevergine.

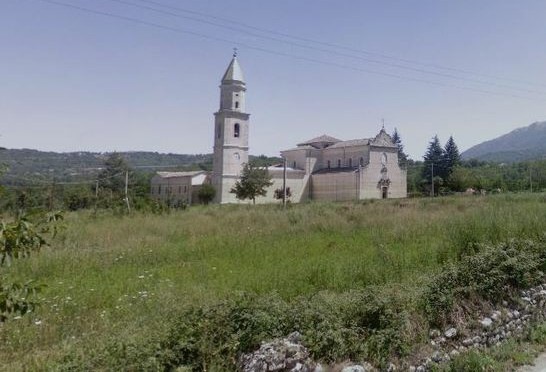
Couvent San Francesco a Folloni, à Montella.

Quatre lieux sont reconnus comme monuments nationaux :
- Couvent San Francesco a Folloni à Montella ;
- Carcere Borbonico de Montefusco ;
- Abbaye territoriale de Montevergine à Mercogliano ;
- Palazzo Caracciolo à Atripalda.

### Églises et lieux de culte
La province comporte de nombreux lieux de culte comme le sanctuaire dédié à Saint Gérard Majella, saint patron des mères et des enfants, situé à Materdomini, frazione de Caposele.
D'autres édifices remarquables se trouvent dans la commune de Gesualdo, l'église San Nicola di Bari, en style baroque, conserve une toile Miracle de Notre-Dame-des-Neiges commandée par le prince Carlo Gesualdo et une relique du bras de saint André ainsi que les autels en marbre polychrome et les statues en bois du XVIIIe siècle ; celles du  Santissimo Sacramento dite « il Cappellone » avec sa structure architecturale originale, du santissimo Rosario, site où se déroule la traditionnelle manifestation  Volo dell'Angelo « Le vol de l'Ange », l'église de Maria SS. Addolorata, avec son orgue à cantoria du XVIIIe siècle av. J.-C. et le cycle de peinture contemporaines de Kathy Toma, le Couvent des Frati Cappuccini qui conserve le retable Perdono di Carlo Gesualdo de 1609, œuvre de Giovanni Balducci, et qui a hébergé en 1909 San Pio da Pietrelcina, alors étudiant en théologie.
À Mugnano del Cardinale se trouve le sanctuaire dédié à Sainte Philomène construit en 1641, qui conserve encore la dépouille de la sainte et à Torre Le Nocelle celui dédié à Cyriaque de Rome, endroit où se pratique encore l'exorcisme.

### Musées
Le principal musée est le Museo Archeologico Provinciale Irpino, situé à Avellino, qui expose des pièces archéologiques découvertes dans toute la province.
Toujours à Avellino, se trouvent la Galleria nazionale dei Selachoidei, qui conserve une collection de poissons cartilagineux, le Musée d'art, dédié l'art moderne et art contemporain,, qui expose les grands maîtres du novecento.

#### Autres musées
- Pinacoteca Provinciale, au Carcere Borbonico de Avellino, peintures de l'Ottocento en Irpinia ;
- Museo Abbaziale del Santuario di Montevergine de Mercogliano, pièces archéologiques et œuvres d'art du sanctuaire ;
- Museo delle Tecnologie, della Cultura e della Civiltà Contadina dell'Alta Irpinia à Guardia Lombardi[15];
- Museo Diocesano d'Arte Sacra à Nusco[16] ;
- Museo Civico Archeologico à Bisaccia[17] ;
- Museo della Gente Senza Storia à Altavilla Irpina ;
- Museo degli argenti della Cattedrale à Ariano Irpino ;
- Museo della Ceramica à Calitri ;
- Museo di San Francesco dei frati minori di Montella[18] ;
- Museo Etnografico della Civiltà Contadina « Beniamino Tartaglia »[19] à Aquilonia ;
- Museo Tesesa Manganiello à Pietradefusi ;
- Museo Sant'Alberico Crescitelli à Altavilla Irpina.

## Infrastructures et transport

### Autoroutes
A16 Autostrada dei Due Mari (Naples - Canosa)
La province est traversée sur sa longueur par l'autoroute A16.
Les sorties qui desservent la province sont au nombre de 7 :
- Baiano ;
- Avellino Ovest ;
- Avellino Est : cette sortie mène à la zone industrielle d'Avellino (Pianodardine), constituant une tangentielle sud de la ville qui traverse la ZI, la ville d'Atripalda et rejoint le raccord autoroutier AV-SA se terminant sur la via Nazionale pour Mercogliano ;
- Bénévent, sortie en province d'Avellino, dans la commune de Venticano reliée à Bénévent grâce au raccord autoroutier no 9 de 16 km environ ;
- Grottaminarda ;
- Vallata ;
- Lacedonia.

Le raccord autoroutier 2 (route européenne E841) relie la ville de collega la città di Atripalda[Quoi ?] à Salerne où elle rejoint l'A3 et A30 depuis Caserte. Les communes intéressées sont celles de Serino, Solofra, Montoro Inferiore e Montoro Superiore.

### Routes
Les Strade statali («SS») « routes d'état » présentes dans la province d'Avellino sont au nombre de 8 :
- Strada statale 7 Via Appia : le tracé qui concerne la province provient de Bénévent et dessert Venticano, Montemiletto, Pratola Serra et Manocalzati jusqu'à la sortie Avellino est de l'autoroute A16.

À partir de cet endroit, la route est connue sous le nom de Ofantina, desservant Volturara Irpina, Montella, Bagnoli Irpino, Lioni, Teora et Sant'Andrea di Conza où elle rejoint la Basilicate atteignant Pescopagano puis se dirige vers Potenza.
- Strada statale 7bis di Terra di Lavoro : embranchement de strada statale 7 Via Appia, de laquelle elle se détache dans le territoire de Capua pour se diriger vers Naples et ensuite vers Avellino, desservant les communes d'Avella, Sperone, Baiano, Sirignano, Mugnano del Cardinale, Monteforte Irpino, Mercogliano.

À partir de Torrette di Mercogliano part le tracé dénommé variante de Avellino qui croise le raccordo autostradale 2 et rejoint la Strada Statale 7 Via Appia dans la commune de Manocalzati à proximité de la sortie Avellino est de l'autoroute A16.
- Strada statale 90 delle Puglie : part de Venticano, de la  Strada Statale 7 Via Appia et se termine à Foggia, traversant les communes de Mirabella Eclano, Grottaminarda, Ariano Irpino, Savignano Irpino, Greci et Montaguto[20].
- Strada statale 303 del Formicoso : est issue de la Strada statale 90 delle Puglie dans le territoire de Mirabella Eclano et traverse les communes de Gesualdo et Frigento, terminant son parcours en rejoignant la strada statale 425 de Sant'Angelo dei Lombardi, près de Guardia Lombardi[20].
- Strada statale 400 di Castelvetere : son début et sa fin correspondent respectivement avec les bifurcations, respectivement de la strada statale 425 de Sant'Angelo dei Lombardi et de la strada statale 7 Via Appia dans le territoire de Lioni). Sa longueur est d'environ 7 km[20].
- Strada statale 401 dell'Alto Ofanto e del Vulture : tronçon de 500 m du confin de la Basilicate à l'entrée de la Strada statale 7 Via Appia à Sant'Andrea di Conza[20].
- Strada statale 425 di Sant'Angelo dei Lombardi : part de Sant'Angelo dei Lombardi, rejoint Rocca San Felice et Guardia Lombardi, où elle rejoint la strada statale 303 del Formicoso[20].
- Strada statale 691 Fondo Valle Sele : débute à la bretelle Contursi Terme - Postiglione de l'Autoroute A3 Naples - Reggio de Calabre et rejoint la strada statale 7 Via Appia près de Lioni. Dessert les communes de Calabritto, Caposele et Teora.

Cinq des huit strade statali de la province d'avellino (SS 7 Via Appia, SS 90 delle Puglie, SS 303 del Formicoso, SS 425 di Sant'Angelo dei Lombardi, SS 400 di Castelvetere), se greffant l'une dans l'autre, forment une sorte de quadrilatère qui entoure l'Irpinia.

### Réseau ferroviaire

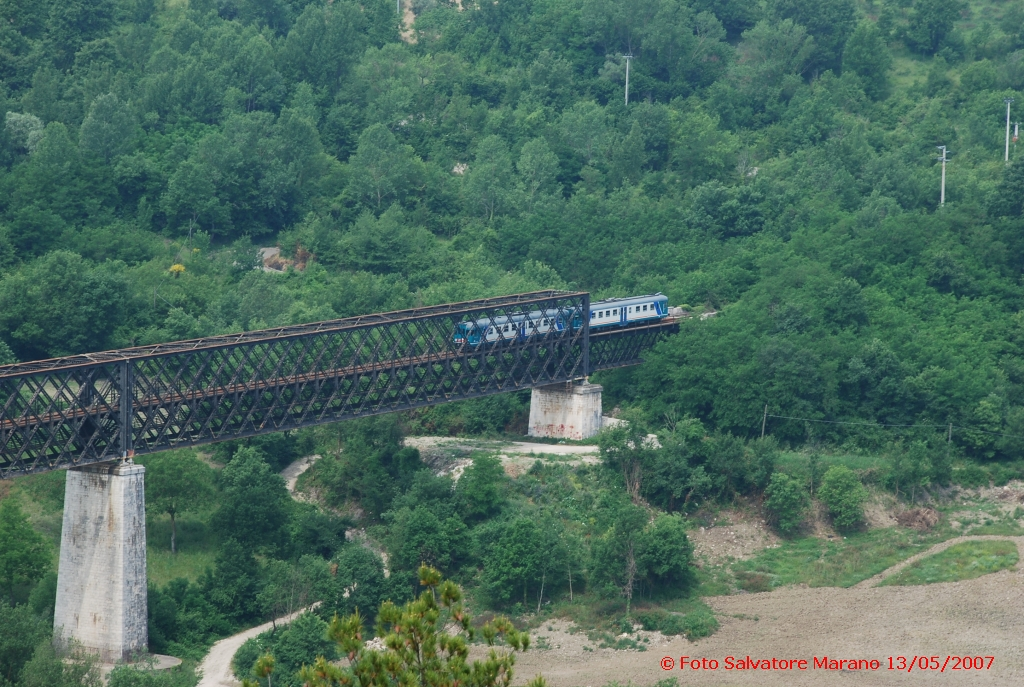
Pont Principe di Piemonte, Lapio, voie ferrée Avellino-Rocchetta Sant'AntonioPonte.

Le réseau ferroviaire de la province d'Avellino est peu développé par manque de flux.
La ligne Avellino - Rocchetta Sant'Antonio qui reliait la ville chef-lieu à Rocchetta Sant'Antonio dans la province de Foggia et qui desservait de nombreux bourgs a été finalement arrêtée en septembre 2010 car sous-utilisée.
La ligne Cancello-Bénévent relie le chef-lieu avec les villes de Bénévent et Salerne, desservant les communes de la vallée de la rivière Sabato et des zones de Solofra. La ligne est peu développée.
La ligne Napoli-Nola-Baiano gérée par l'Ente Autonomo Volturno date de 1885. Baiano, située à l'extrémité ouest de la province, reste l'unique territoire à être relié directement à Naples.
La partie nord-orientale de la province est traversée par la voie ferrée Naples-Foggia, la seule d'importance nationale.